# 谢素台
谢素台（1925年11月—2010年7月18日），河北人，毕业于西南联大外文系、清华大学外文系，中国大陆女性翻译家。因与周扬合译《安娜·卡列尼娜》而著名。

## 生平
1925年，谢素台出生在河北省。
1945年，谢素台在云南省昆明市西南联合大学外文系读书。
1949年，谢素台从清华大学外文系毕业，之后在人民文学出版社外国文学编辑部当编辑。
1950年，谢素台开始发表作品。
1984年，谢素台加入中国作家协会。
2010年7月18日，谢素台在北京市朝阳医院因肺炎病逝。

## 作品

### 合译
- 《安娜·卡列尼娜》（原著：列夫·托尔斯泰；合译者：周扬）[1]
- 《列夫·托尔斯泰文集》[2]
- 《远离莫斯科的地方》
- 《生者与死者》
- 《走向新岸》
- 《蝴蝶梦》
- 《月亮宝石》

### 译著
- 《童年·少年·青年》
- 《自由空气》
- 《荒野旅店》
- 《派克大街79号》
- 《珂赛特》
- 《维莱特》

## 奖项
- 2004年，中国翻译协会“资深翻译家”荣誉称号。